# George LeMieux
George LeMieux (* 21. května 1969, Fort Lauderdale, Florida) je bývalý americký republikánský politik. V letech 2009–2011 byl senátorem Senátu Spojených států amerických za stát Floridu.
Do úřadu byl jmenován 10. září 2009 guvernérem Floridy Charliem Cristem na místo odstoupivšího Mela Martineze. LeMieux se ve svých 40 letech svého času stal nejmladším senátorem.